# Ithaca Tompkins Regional Airport

i8
i11
i13
Der Ithaca Tompkins Regional Airport, ursprünglich Ithaca Municipal Airport, ist ein regionaler Flughafen in City of Ithaca in New York in den Vereinigten Staaten. Der Flughafen ist derzeit der einzige Verkehrsflughafen im County und wird vor allem von Regionalfluggesellschaften genutzt. Das Terminal besitzt eine Fluggastbrücke.

## Lage und Verkehrsanbindung
Der Ithaca Tompkins Regional Airport befindet sich sechs Kilometer nordöstlich des Stadtzentrums von Ithaca. Er liegt größtenteils auf dem Gebiet von Lansing. Die New York State Route 13 verläuft südlich des Flughafens. Der Ithaca Tompkins Regional Airport wird durch Busse in den Öffentlichen Personennahverkehr eingebunden, die Routen 32 und 72 des Betreibers TCAT verbinden den Flughafen regelmäßig mit dem Stadtzentrum von Ithaca.

## Geschichte
Der Regionalflughafen wurde 1948 von der Cornell University als Ersatz für den ersten Ithaca Municipal Airport eröffnet, der sich westlich von Ithaca am Cayuga Lake befand. Robinson Airlines, die ihren Betrieb im Jahr 1945 vom alten Flugplatz aufgenommen hatte, verlegte ihren Sitz im selben Jahr auf den neuen Flughafen. Nachdem die in Mohawk Airlines umbenannte Fluggesellschaft im Jahr 1956 den Geschäftssitz nach Utica verlegt hatte, wurde der Ithaca Municipal Airport noch im selben Jahr an die Verwaltung des Tompkins County verkauft und befindet sich seitdem in kommunaler Hand.

## Fluggesellschaften und Ziele
Der Ithaca Tompkins Regional Airport wird von den Regionalfluggesellschaften American Eagle, Delta Connection und United Express genutzt, welche ihn mit ihren jeweiligen Drehkreuzen verbinden. American Eagle fliegt dabei nach Charlotte und Philadelphia, Delta Connection fliegt nach Detroit und United Express fliegt nach Washington–Dulles.

## Verkehrszahlen

### Verkehrsreichste Strecken
| Rang | Stadt                               | Passagiere | Fluggesellschaft |
| ---- | ----------------------------------- | ---------- | ---------------- |
| 01   | Detroit, Michigan                   | 38.380     | Delta Connection |
| 02   | Philadelphia, Pennsylvania          | 37.840     | American Eagle   |
| 03   | Washington–Dulles, Washington, D.C. | 31.080     | United Express   |
| 04   | Charlotte, North Carolina           | 1.810      | American Eagle   |
| 06   | Savannah/Hilton Head, Georgia       | 20         | k. A.            |
| 07   | Chicago–O’Hare, Illinois            | 10         | k. A.            |